# Paul-Hermann Opitz
Paul-Hermann Opitz (* 19. August 1917 in Görlitz; † 19. Mai 2014) war ein deutscher Musiklehrer, Chorleiter und Komponist.

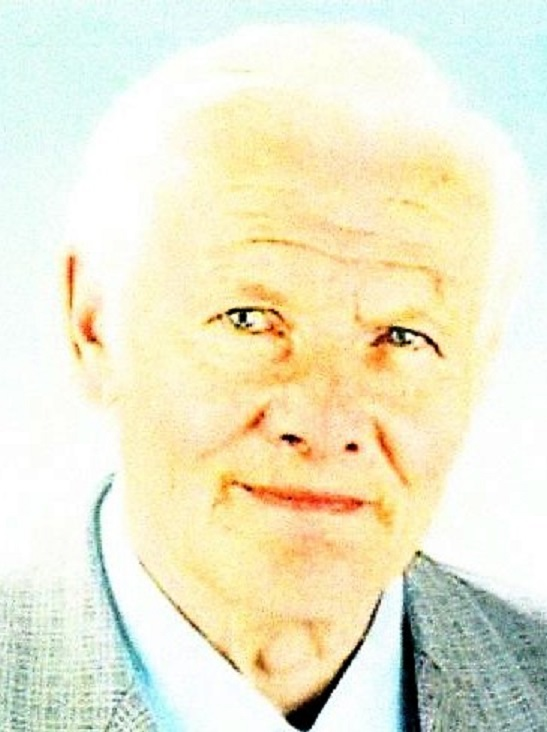
Paul-Hermann Opitz

## Jugend und Ausbildung
Paul-Hermann Opitz wuchs als ältester von drei Söhnen in gutbürgerlich-liberalen Familienverhältnissen des Görlitzer Bestattungsunternehmers und Versicherungsdirektors Max Opitz und seiner Frau Elsa auf. Er besuchte das Gymnasium Augustum bis zur Erlangung des Abiturs.

## Zweiter Weltkrieg
Den Zweiten Weltkrieg erlebte er als Soldat und zuletzt als Offizier von Anfang bis Ende fast durchweg im Fronteinsatz. Seine schweren Verwundungen und hohen Kriegsauszeichnungen wie mit dem Deutschen Kreuz in Gold botem seinem erblindeten Vater einen gewissen Schutz. Dieser hatte von den Nazis verfolgte SPD-Mitglieder, Freireligiöse, Freimaurerlogenmitglieder und jüdische Mitbürger unterstützt und zum Teil auch in seiner Firma bis zum Kriegsende beschäftigt.

## Nachkriegszeit
Zum Kriegsende gelangte P.-H. Opitz, um sowjetischer Kriegsgefangenschaft zu entgehen, in die britische Zone im Ruhrgebiet, wo er zu schwerer Bergwerksarbeit unter Tage eingesetzt wurde. Danach verblieb er vorerst in der amerikanischen Zone in Hessen, während seine aus der schlesischen Heimat vertriebene Frau Anneliese mit zunächst vier Kindern, zu denen sich später noch drei weitere gesellten, im Haus seiner Görlitzer Eltern in der sowjetischen Besatzungszone Aufnahme fand. In Hessen verdiente Opitz seinen Lebensunterhalt mit verschiedenen Gelegenheitsarbeiten und musikalischer Unterhaltung. Nebenbei nahm er ein Studium der Philosophie und Rechtswissenschaft an der Philipps-Universität in Marburg auf, das er 1953 mit dem Dr. jur. abschloss. Nach kurzer Tätigkeit als Gerichtsreferendar im hessischen Treysa zog er ins heimatliche Görlitz zurück, nachdem die schlimmsten Verfolgungen durch die sowjetische Besatzungsmacht abgeklungen waren.

## Musikalisches Schaffen in der DDR
Für den weiteren beruflichen Werdegang konnte Opitz seinen Studienabschluss nicht nutzen, weil in der DDR kein bürgerliches Recht galt. Daher absolvierte er noch einmal ein Studium als Fachlehrer für Musik bis zur Abiturstufe. An seiner alten Schule, dem ehemaligen Gymnasium Augustum, prägte er mit seinem musikalischen Enthusiasmus über Jahrzehnte ganze Schülergenerationen und war Mitbegründer eines weit über die Stadtgrenzen hinaus wirkenden Kinder- und Jugendensembles. Unter den vielen von Opitz geschaffenen  zumeist heimatlich verbundenen Liedern ragt das 1953 entstandene „Zu Görlitz an der Neiße“ hervor. Es wurde zu dem Heimatlied, das wohl fast jeder Görlitzer kennt und von allen Chören der Stadt immer wieder aufgeführt wird. Für sein Kulturschaffen wurde Opitz mit dem Kunstpreis der Stadt Görlitz und 1996 mit einem von der Stadt herausgegebenen Liederbuch seiner Werke geehrt.

## Werke (Auswahl)
- Aus: Zu Görlitz an der Neiße. Ein Liederbuch von Paul-Hermann Opitz. Hg. von der Stadt Görlitz 1996.
- Zu Görlitz an der Neiße
- Ein frischer Wind
- Morgenlied
- Auf dem Festplatz
- Wär’ ich der Wind
- Vom Görlitzer Flüsterbogen
- Vom Görlitzer Rathauslöwen
- Vom Görlitzer Nachtschmied
- Tierparklied
- Muschelminna
- He, holla, ho!
- Schlittenfahrt an der Landeskrone
- Früh im Wald
- Königshainer Abendlied
- Oberlausitzer Abendlied
- Görlitz - Zgorzelec
- Singspiel „Der Schlüssel zur Burg“